# Douglas Hawkes

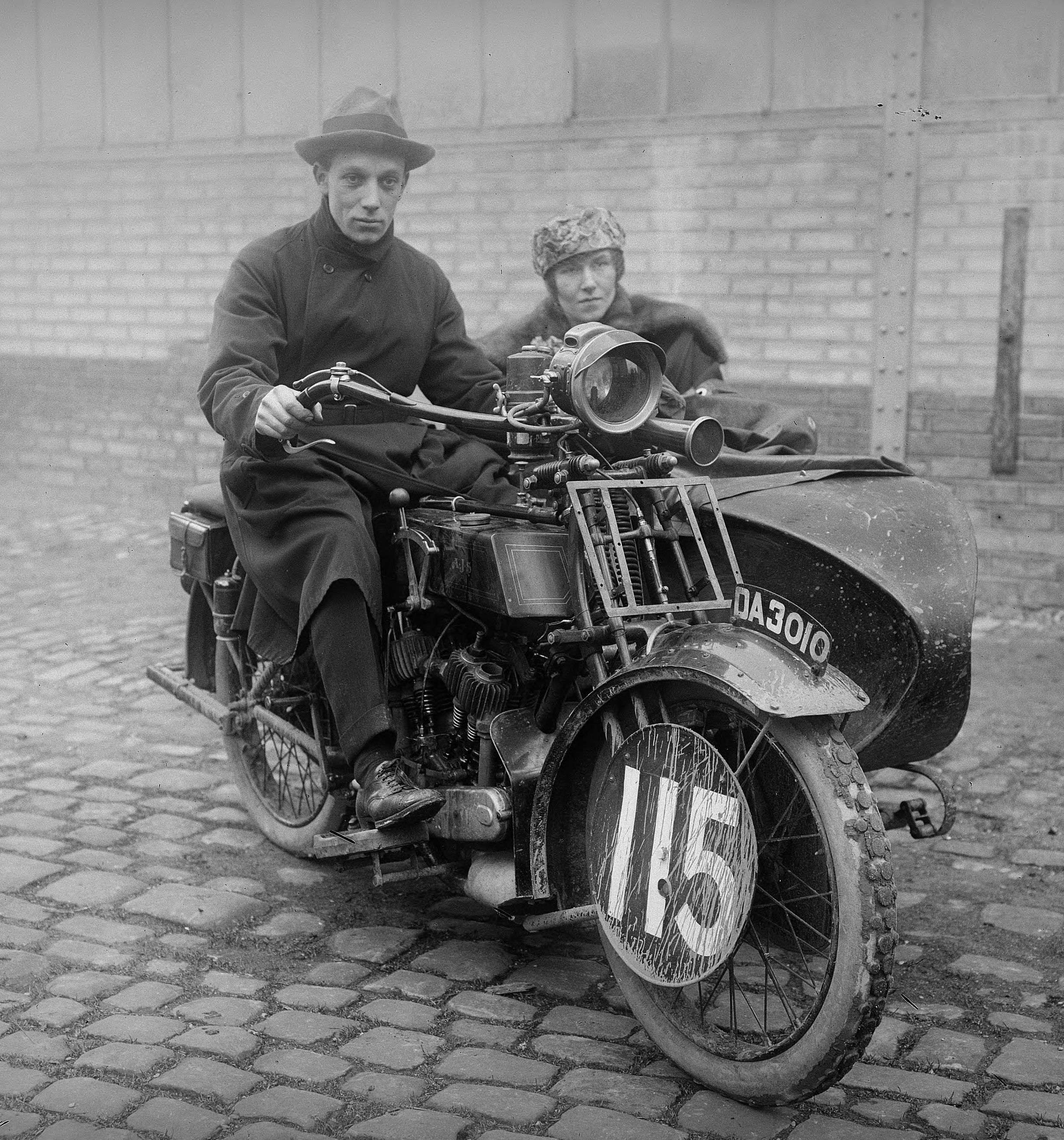
Douglas Hawkes auf dem Motorrad eines A.J.S.-Gespanns 1920

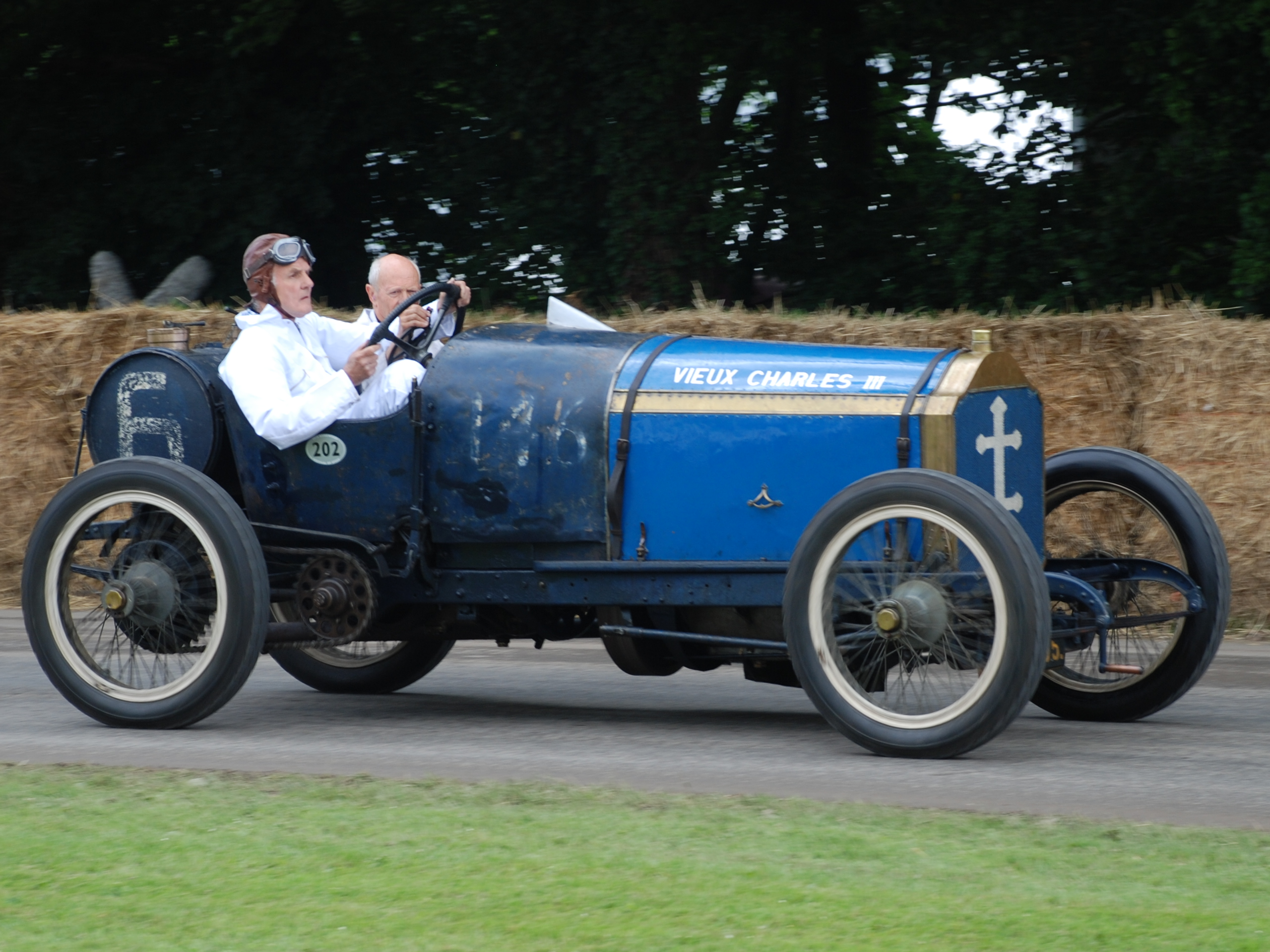
Der 1920 von Douglas Hawkes erworbene Lorraine Dietrich Vieux Charles III beim Goodwood Festival of Speed 2016

Wallace Douglas Hawkes (* 11. September 1893 in Barton; † 2. August 1974 in Athen) war ein britischer Unternehmer, Rennwagenkonstrukteur und Autorennfahrer.

## Karriere als Rennfahrer
Douglas Hawkes kam als eines von fünf Kindern des Ehepaars Gilbert Francis und Lily Emmeline Hawkes (geborene Shapcott) in einer kleinen Ortschaft der englischen Grafschaft Gloucestershire zur Welt.
Seine Fahrerkarriere, die 1914 begonnen hatte, unterbrach der Erste Weltkrieg. Nach dem Krieg erwarb er 1920 neben einem Morgan den 15-Liter-Lorraine Dietrich Vieux Charles III, mit dem Victor Hémery 1912 einige Geschwindigkeitsrekorde gefahren war, und der sich im Besitz von Malcolm Campbell befand. Mit dem Wagen, der heute im Brooklands Museum steht, gewann er 1920 die beiden Rennen des Whitsun Meeting in Brooklands. 1921 erweiterte er seinen Fahrzeugbestand um einem Horstmann mit einem Anzani-Motor, mit dem er sich erneut am Whitsun Meeting beteiligte, wo er hinter Woolf Barnato und dessen Calthorpe Zweiter wurde.
Internationale Bekanntheit erreichte er 1922 durch seine Teilnahme am 500-Meilen-Rennen von Indianapolis. Nach 200 gefahrenen Runden kam er in derselben Runde wie der Sieger Jimmy Murphy in einem 3-Liter-Bentley als Dreizehnter ins Ziel. Sein zweiter Start auf dem Indianapolis Motor Speedway endete 1926 nach 91 Runden durch einen Schaden an der Nockenwelle des Eldridge-Anzani vorzeitig. Die Rennfahrzeuge des britischen Rennfahrers und Konstrukteurs Ernest Eldridge fuhr Hawkes bei einigen Rennen in Brooklands und auf dem Autodrome de Linas-Montlhéry.
Zweimal ging er beim 24-Stunden-Rennen von Le Mans an den Start. 1928 kam er mit Partner André d’Erlanger im Lagonda OH 2 Litre Speed als Gesamtelfter ins Ziel; 1929 fiel er aus. Anfang der 1930er-Jahre beendete er seine Fahrerkarriere und verlegte sich auf die Wartung von Rennfahrzeugen.

## Konstrukteur und Unternehmer
Ende der 1920er-Jahre betrieb Douglas Hawkes eine Werkstatt in der Nähe des Autodrome de Linas-Montlhéry. Bei einer Rennveranstaltung lernte er 1929 die Rekordfahrerin Gwenda Stewart kennen, die 1937 seine zweite Ehefrau wurde. Für Stewart übernahm er ab 1930 die Vorbereitung und Wartung ihrer Rennfahrzeuge. Mit geliehenem Geld seines damaligen Schwiegervaters – seine erste Ehefrau war Doris Harbon Hawkes (geborene Martin) – erwarb er 1930 den kleinen französischen Kraftfahrzeughersteller Derby. Bei Derby entstanden die Rennfahrzeuge, mit denen Gwenda Stewart an der Rallye Monte Carlo 1933 sowie den 24-Stunden-Rennen von Le Mans 1934 und 1935 teilnahm. Als 1936 die letzten Finanzmittel aufgebraucht waren und Hawkes keine Kredite mehr bekam, beendete er seine unternehmerische Tätigkeit. Glück hatte er 1938, als er sich in Brooklands in der Zuschauergruppe befand, in die Joseph Paul bei der Junior Car Club International Trophy geriet. Während ein junges Mädchen und der Austin-Konstrukteur Murray Jamieson dabei den Tod fanden, wurden Hawkes und die sich ebenfalls in der Gruppe befindliche Rennfahrerin Kay Petre nur leicht verletzt.
Nachdem er die Jahre des Zweiten Weltkriegs mit Gwenda Stewart in England verbracht hatte, zog er mit seiner Frau 1946 auf die griechische Insel Poros. Hawkes starb 1974 in einem Krankenhaus in Athen.

## Statistik

### Le-Mans-Ergebnisse
| Jahr | Team                                                | Fahrzeug                 | Teamkollege      | Platzierung | Ausfallgrund |
| ---- | --------------------------------------------------- | ------------------------ | ---------------- | ----------- | ------------ |
| 1928 | Lagonda Motor Company                               | Lagonda OH 2 Litre Speed | André d’Erlanger | Rang 11     |              |
| 1929 | Société des Applications à Refroidissements par Air | S.A.R.A. SP7             | Gaston Mottet    | Ausfall     | Motorschaden |